# Who's That Girl (filme)
Who's That Girl (bra: Quem É Essa Garota?; prt: Quem É Aquela Rapariga) é um filme estadunidense de 1987, do gênero comédia romântica, escrito por Andrew Smith e Ken Finkleman, dirigido por James Foley, e etrelado por Madonna. Após o fracasso de bilheteria de seu filme de 1986 Shanghai Surprise, Madonna decidiu trabalhar um outro filme de comédia intitulado Slammer, que mais tarde foi renomeado para Who's That Girl. Entretanto, ela teve que convencer a Warner Bros. e os produtores do filme de que ela estava pronta para o projeto e, posteriormente, Madonna contatou seu amigo James Foley para dirigir o filme, que já havia trabalhando com a artista dirigindo os vídeos musicais de "Live to Tell", "Papa Don't Preach" e "True Blue". As filmagens começaram em Nova Iorque em outubro de 1986 e continuaram até março de 1987. A produção teve de ser interrompida no mês de dezembro devido à queda de neve ocorrida na cidade. Madonna utilizou o tempo para trabalhar em sua próxima turnê e na trilha sonora do filme. A classificação indicativa do filme é de livre para todos os públicos.
Madonna e Griffin Dunne interpretam os papéis principais em uma trama que retrata a história de uma menina de rua que é falsamente acusada de assassinar seu namorado e acaba sendo presa. Depois de ser solta por liberdade condicional após quatro anos, ela conhece um homem, que tem o dever de garantir que ela pegue o ônibus de volta para a Filadélfia, e o convence a ajudá-la a pegar os responsáveis por sua prisão. Enquanto procura o fraudador, eles se apaixonam. Mesmo assim, ela consegue prender o fraudador, que estava se casando.
Lançado em 8 de agosto de 1987, o filme acabou sendo um fracasso crítico e comercial. Ele arrecadou US$ 2,5 milhões em sua primeira semana, enquanto sua receita total conquistada mundialmente foi de cerca de US$ 7,3 milhões, a maior parte sendo proveniente de mercados europeus. A maioria dos resenhadores ficaram altamente decepcionados com o filme, bem como a direção de Foley. Alguns o passaram a chamar de um dos piores filmes a serem lançados, enquanto outros acharam o tom cômico de Madonna um dos destaques.
No entanto, a turnê Who's That Girl, que divulgou o filme, foi um sucesso crítico e comercial, arrecadando um total de US$ 25 milhões, com Madonna apresentando-se para cerca de 1,5 milhões de espectadores ao longo da digressão. A trilha sonora do filme, embora não tenha sido aclamada pela mídia especializada, obteve um sucesso comercial. Três das canções de Madonna foram lançadas como singles, que foram a faixa-título, "Causing a Commotion" e "The Look of Love", sendo que as duas primeiras conseguiram classificar-se entre as cinco melhores posições nos Estados Unidos, e o álbum vendeu seis milhões de cópias mundialmente.

## Antecedentes e desenvolvimento
"Eu era jovem, eu tinha vinte e oito anos. Então, ser dada a oportunidade de trabalhar em um filme da Warner Bros., com uma enorme estrela que era atraente para mim por todas as razões erradas. Todo mundo tem um pouco da luxúria de Hollywood em si mesmo. A Warner Bros. se aproximou de mim, porque eles sabiam que eu conhecia Madonna e ela pediu para mim, e eu me convenci a fazê-lo. At Close Range foi um filme obscuro, e ir em direção à comédia estava totalmente errado. Mas eu não me importo".

—O diretor James Foley falando porque decidiu dirigir Who's That Girl.
Em junho de 1986, Madonna lançou seu terceiro álbum de estúdio, True Blue. O disco foi um sucesso crítico e comercial, em que todos os cinco singles listaram-se entre os cinco mais vendidos na Billboard Hot 100 — com "Live to Tell", "Papa Don't Preach" e "Open Your Heart" atingindo a liderança da tabela — e comercializou mais de oito milhões de cópias no mundo todo até o final daquele ano. Entretanto, a carreira cinematográfica de Madonna não estava bem sucedida como ela esperava que fosse. Após o sucesso comercial do filme Desperately Seeking Susan (1985), seu filme de 1986 Shanghai Surprise — que ela estrelou com seu então marido Sean Penn — foi um fracasso crítico e comercial, o que levou Madonna a comentar que ela "sofreu para aceitar sua personagem em Surpresa de Shanghai, porque a inocência e a personalidade reprimida que eu era obrigada a retratar estava tão em desacordo com a minha própria personalidade". Continuando a lutar por sua carreira no cinema, Madonna estava insegura sobre sua capacidade de escolher um bom roteiro, e os produtores de filmes estavam com pouca certeza sobre como fazer para apoiá-la.
Madonna sentiu que a comédia fazia parte de seu repertório, e decidiu fazer parte de um filme de comédia intitulado Slammer, escrito por Andrew Smith e Ken Finkleman. Ela queria fazer o papel de uma garota de rua chamada Nikki Finn, que foi presa por um crime que não cometeu. No entanto, em função da má publicidade em torno dela e de Penn, e também do fracasso público de Shanghai Shurprise, Madonna teve que convencer os produtores Rosilyn Heller e Bernard Williams e executivos da Warner Bros. de que ela era perfeita para o papel. Além disso, ela queria que seu velho amigo James Foley dirigisse o filme. Foley havia sido anteriormente o melhor amigo de Penn em seu casamento com Madonna, e dirigiu os vídeos musicais de "Live to Tell", "Papa Don't Preach" e "True Blue". Ele estava em êxtase tendo a oportunidade de fazer um grande filme, já que anteriormente ele havia dirigido apenas o filme de pequeno orçamento At Close Range (1986), estrelado por Penn. Como o autor Andrew Morton ressaltou em sua biografia sobre Madonna, "a combinação de uma estrela de cinema talentosamente duvidosa e um diretor iniciante dificilmente garantiriam um sucesso de bilheteria, mas o filme recebeu sinal verde da Warner, que queria lucrar mais com o sucesso de Madonna". Madonna agiu corajosamente, dizendo que "todos os executivos da Warner ficaram realmente positivos sobre o projeto. Foi um processo com os escritores de aperfeiçoar o roteiro, tornando-se melhor".

## Produção
As filmagens começaram em Nova Iorque em outubro de 1986. Havia uma multidão enorme ao redor do local da filmagem, tentando chegar mais perto de Madonna, até que ela apareceu no local. Madonna foi compreensível com as pessoas, dando autógrafos para as crianças da equipe, juntando-se as piadas, e quando não estava ocupada, ela dançava em torno de um aparelho de som com Mundi. Quando as filmagens começaram, Madonna pedia cinco minutos para estudar o roteiro e a cena que eles estavam filmando; sua ideia de preparação para o papel não era estudada. Por exemplo, antes de uma cena em que ela precisava parecer em fôlego, ela fazia uma série de flexões antes de entrar no local da filmagem. Sempre pontual e profissional nos locais, Madonna sentiu que suas primeiras tomadas foram perfeitas e se recusou a aparecer na segunda ou na terceira tomada. Dunne observou que "[Madonna] gosta mais da primeira tomada. Eu acho que minha melhor tomada fica acerca da quarta. Ela sempre diz: 'Você conseguiu, você conseguiu' e estava me deixando louco, assim como sua personagem. Tivemos que fazer um acordo sobre qual tomada é melhor". Foley estava de joelhos e beijou os pés de Madonna, a fim de incentivá-la a fazer uma nova tomada. Depois disso, ele observou que "ela é muito instintiva, o que sai é livre de análise".

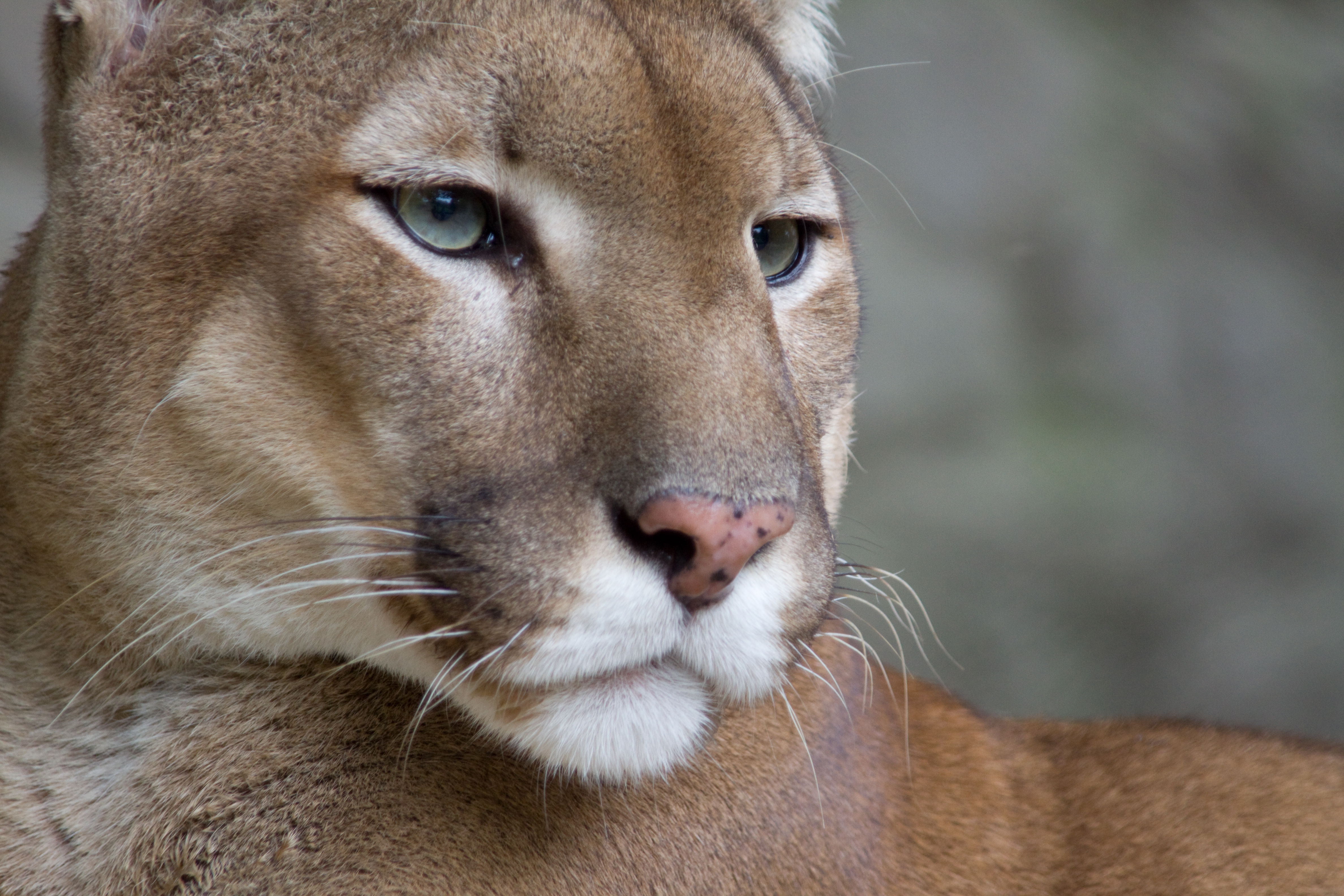
Durante as filmagens do projeto, um puma vivo (imagem) escapou de sua gaiola e a produção teve de ser adiada por diversas horas.

Madonna estava pronto para tomar uma direção por sua parte, contando com Foley para lhe dar todas as dicas. Ele, por outro lado, sentia que em pessoa, Madonna parecia se transformar em uma pessoa e em um corpo totalmente. Ele acreditava que o processo foi estranhamente evasivo e comentou que a transformação de sua personalidade parecia estar trabalhando de forma mais dramática em vídeos musicais de Madonna. Foley comentou: "Você acha que isso seria o atributo perfeito para poder atuar nas telas [de cinema]. Mas embora ela tenha 'atuado' muito bem, às vezes, ela não apertou os botões certos na altura certa ao longo do filme. A falha de Shanghai Suprise tinha deixado a sua marca". À respeito das habilidades de atuação da artista, Foley falou sobre o fato de que Madonna estava muito tensa e em todos os detalhes, determinada a ter o retrato correto: "Isso provavelmente [aconteceu] porque não era tão boa. Em Desesperately Seeking Susan, quando ela não sabia o que ela estava fazendo, ela estava sendo natural e [estava] no seu melhor".
Ao passo em que dezembro estava chegando, a produção foi interrompida por alguns dias devido à queda de neve em Nova Iorque. Madonna decidiu utilizar o tempo trabalhando na trilha sonora do filme e também começou a notar ideias para sua próxima turnê. Durante a gravação da faixa-título, Madonna decidiu mudar o nome do filme de Slammer para Who's That Girl, pois ela sentiu que fosse um título melhor. As filmagens se reiniciaram em janeiro de 1987, com uma cena envolvendo um puma. Entretanto, durante a segunda tomada, o puma acidentalmente escapou da gaiola, o que resulta a pausa das filmagens por algumas horas. Madonna permaneceu calma, e mais tarde observou o incidente como "extremamente assustador, mas eu fiz o meu melhor para ter a minha compostura. Isso assustou os outros". Mundi sentiu que "ela tem um pouco dessa coisa perfeccionista nela. Ela não descansa. Ela tem o filme e o álbum da trilha sonora, e também está planejando a sua turnê Who's That Girl, fazendo todas estas coisas ao mesmo tempo!". Em fevereiro de 1987, as cenas de Madonna já estavam prontas, apensar dela permanecer nos locais das filmagens para ver Foley e sua equipe trabalhando. Foley comentou que ter Madonna em todo o conjunto e não agir de uma forma "pé-no-saco", ela "não vai economizar principalmente no custo e ela deve saber que a Warner tinha um calendário apertado e as restrições sobre o orçamento. Eles ainda não confiaram em Madonna quando ela chegou a atuar. Droga, eles até deram uma maior percentagem do orçamento para a trilha sonora". As filmagens terminaram em março de 1987, com a pós-produção continuando até julho de 1987. Durante o desenvolvimento dos créditos de abertura, Madonna perguntou a Foley se eles poderiam ter uma forma em desenho animado de sua personagem para introduzir os créditos do filme. Foley gostou da ideia, e a Warner alistou o cartunista April March para criar o desenho animado.

## Elenco
| Lista de elenco |                   |
| --- | ----------------- |
| \| Ator/Atriz \| Personagem \| \| --------------- \| ----------------- \| \| Madonna \| Nikki Finn \| \| Griffin Dunne \| Loudon Trott \| \| Haviland Morris \| Wendy Worthington \| \| John McMartin \| Simon Worthington \| \| Bibi Besch \| Sra. Worthington \| \| John Mills \| Montgomery Bell \| \| Robert Swan \| Detective Bellson \| \| Drew Pillsbury \| Detetive Doyle \| \| Coati Mundi \| Raoul \| |                   |
| Ator/Atriz | Personagem        |
| Madonna | Nikki Finn        |
| Griffin Dunne | Loudon Trott      |
| Haviland Morris | Wendy Worthington |
| John McMartin | Simon Worthington |
| Bibi Besch | Sra. Worthington  |
| John Mills | Montgomery Bell   |
| Robert Swan | Detective Bellson |
| Drew Pillsbury | Detetive Doyle    |
| Coati Mundi | Raoul             |

A seleção do elenco do filme começou assim que Madonna começou a fazer parte dele. Griffin Dunne foi chamado para interpretar o papel de Loudon Trott, um advogado cuja função era ajudar Nikki a entrar em um ônibus depois que ela foi liberada. Inicialmente, Madonna tinha pensado em pedir à Penn para fazer o papel do detetive Bellson, mas Penn estava cumprindo uma pena de 60 dias de prisão, tendo violado a liberdade condicional que ele recebeu em 1986 por ter agredido um amigo de Madonna e atacado um figurante durante as filmagens de At Close Range. O papel acabou indo para Robert Swan, seguido por John McMartin, Haviland Morris e Bibi Besch como o sogro, a noiva e a sogra de Trott, respectivamente. A própria Madonna comentou que ela tinha muito em comum com a personagem Nikki, dizendo: "Ela é corajosa, doce, engraçada e mal compreendida. Mas ela limpa o nome dela no passado, e isso é sempre bom fazer. Estou continuamente fazendo isso com o público. Gosto do lado duro e do lado doce de Nikki. A tenacidade é apenas uma máscara para a vulnerabilidade que ela sente por dentro".
Madonna também foi oferecida para fazer o papel principal na comédia de Blake Edwards Blind Date (1987), fazendo par ao lado de Bruce Willis, mas ela se recusou a favor de Who's That Girl, que até então estava intitulado de Slammer. Ela disse: "A coisa que eu tinha planejado fazer depois de Shanghai Suprise foi Blind Date no Tri-Star. Era para eu ter a aprovação do diretor e do protagonista, mas eles não me disseram que já tinham contratado Bruce Willis. Isso (...) simplesmente não deu certo. Mas eu estava realmente animada sobre fazer, uma comédia louca de verdade, então, quando Jamie trouxe isso, era como se fosse a minha recompensa". Coati Mundi, membro do Kid Creole e os Coconuts e amigo de longa data de Madonna, se juntou ao elenco para fazer o papel de Raoul, inimigo de Nikki. A figurinista Deborah Scott foi cotada para criar o figurino para o filme. Madonna, que visualizou Nikki como uma loira tonta e louca, começou a assistir comédias dos anos sessenta, em especial o trabalho de atores como Cary Grant, Clark Gable, Carole Lombard e Judy Holiday. Ela pediu para que Scott criasse sais cômicas franzidas e com estilo tutu para a personagem, com meias-calças arrastão e uma maquiagem exagerada. Scott também desenhou um glamoroso vestido como os de Marilyn Monroe para a cena romântica entre entre ela e Dunne.

## Lançamento e divulgação
O filme foi lançado em 7 de agosto de 1987 nos Estados Unidos em cerca de 944 cinemas. A Warner Bros. não providenciou uma pré-estreia, uma vez que acreditava que o apelo de Madonna iria fazer com que os espectadores fossem ver o filme. Uma festa de pré-lançamento foi realizada em 6 de agosto de 1987 na Times Square, em Nova Iorque, onde Madonna chegou para divulgar o filme. Uma multidão de cerca de 10.000 pessoas se reuniram para assistir Madonna. Como uma introdução para o dia, os jóqueis de rádio da estação nova-iorquina WHTZ tocaram canções populares de Madonna na Times Square, no topo de uma plataforma criada para o evento. A polícia do local fechou as ruas 43ª e 44ª, mas permitiu a passagem do tráfego através da Broadway e da Seventh Avenue, de Manhattan. Às seis horas da tarde (nove horas da noite em horário sul-americano), limusines começaram a chegar na Times Square, com celebridades e os atores do filme entrando na fanfarra. Madonna chegou com um vestido longo de paetê, decotado, com as costas expostas, e o cabelo curto que ela havia adotado para o filme. Embora estivesse atrasada por cerca de uma hora, o número da multidão continuava aumentando. Pedindo aos seus fãs educadamente para que "calem a boca, para que eu possa falar", Madonna agradeceu a todos por terem vindo para a abertura de Who's That Girl. Ela falou sobre a experiência de chegar na Times Square, oito anos antes, e disse: "Eu estava completamente apavorada. Dez anos depois, eu vejo todos vocês vieram para me ver, e eu estou completamente maravilhada. Obrigada, e espero que vocês gostem do filme". Dizendo isto, Madonna saiu da plataforma e caminhou para o Nederlander Theatre. Joseph A. Cincotti, do The New York Times, observou que a maior parte da multidão estavam em seus últimos anos da adolescência e no início dos vinte anos. Alguns seguravam cartazes e fotografias, mas ele notou que as wannabees de Madonna estavam ausentes, adolescentes que haviam imitado o visual antigo de Madonna, composto por renda e couro. Este foi um resultado da imagem mais madura de Madonna no álbum True Blue.
Para promover ainda mais o filme, Madonna embarcou em sua turnê Who's That Girl. Foi a primeira turnê mundial de Madonna, atingindo a Ásia, a América do Norte e a Europa. Musicalmente e tecnicamente superior à sua turnê anterior Virgin, foram incorporados na turnê Who's That Girl componentes multimídia para fazer o show ser mais atraente. Madonna treinou-se fisicamente com aeróbica, corrida e levantamento de peso para lidar com a coreografia e as rotinas de dança. O palco era maior do que sua turnê anterior, ladeado por quatro telões, projetores multimídia e um lance de escadas no meio. Patrick Leonard foi o diretor musical da digressão e encorajou Madonna com a ideia de reorganizar suas canções mais antigas e apresentá-las em um novo formato. Madonna chamou a excursão de Who's That Girl, quando, durante os ensaios da turnê, ela olhou para uma imagem gigantesca de si mesma, projetada em uma tela no palco e refletiu sobre o quanto ela mudou e disse: "Quem é essa garota na tela?". O concerto consistia em sete trocas de roupa, com rotinas de música e de dança, e ainda, partes teatrais, abordando causas sociais durante "Papa Não Preach", bem como um bis, que consiste na faixa-título e "Holiday". A turnê foi aclamada pela mídia especializada, a qual prezou a natureza extravagante de concerto, bem como as danças de Madonna, as mudanças de figurino e seu ritmo dinâmico. Foi um sucesso comercial, arrecadando um total de US$, com Madonna apresentando-se na frente de 1,5 milhão de espectadores. De acordo com a Pollstar, foi a segunda turnê de 1987 com maior arrecadação, atrás da turnê Break Every Rule, de Tina Turner.

## Música
A trilha sonora do filme foi lançada em 21 de julho de 1987, através da Sire Records, e contém quatro músicas de Madonna e outras interpretadas por seus colegas de gravadora Scritti Politti, Duncan Faure, Club Nouveau, Coati Mundi e Michael Davidson. A trilha sonora é considerada um álbum de Madonna pela Warner Bros. Records, já que a maioria das faixas são cantadas por ela. Madonna começou a trabalhar na trilha sonora em dezembro de 1986, e contatou Patrick Leonard e Stephen Bray, que produziram seu terceiro álbum de estúdio True Blue (1986) ao lado da artista. Ela precisava de músicas de andamento acelerado e lento para a trilha sonora. A primeira canção de andamento acelerado, composta por Leonard, acabou sendo a faixa-título do filme; juntos, Madonna e Leonard também desenvolveram a balada de andamento lento "The Look of Love". Mais duas canções foram compostas para o filme por Madonna e Bray, sendo a primeira "Causing a Commotion" e a segunda "Can't Stop", uma faixa inspirada pela Motown da década de 60 e o grupo Martha and the Vandellas.
Depois de seu lançamento, a trilha sonora recebeu análises negativas da mídia especializada, que a chamou de simples e incompleta, embora tenham citado a faixa-título e "The Look of Love" como os seus destaques. A trilha sonora foi um sucesso comercial, classificando-se entre as dez primeiras posições na Áustria, no Canadá, nos Estados Unidos, na França, na Itália, na Nova Zelândia, no Reino Unido e na Suécia, enquanto liderou a tabela da Alemanha e a tabela da Europa. Em todo o mundo, o álbum vendeu seis milhões de cópias. Três das faixas cantadas por Madonna foram lançadas como singles. A faixa-título tornou-se o sexto single de Madonna a liderar a Billboard Hot 100, fazendo dela a primeira artista a se acumular seis singles na liderança da tabela na década de 1980, bem como a primeira artista feminina a conseguir este número de singles em carreira solo. O segundo, "Causing a Commotion" atingiu a vice-liderança da Billboard Hot 100 e qualificou-se entre as dez melhores posições em quase todas as tabelas em que entrou. "The Look of Love" foi lançada apenas na Europa e atingiu as dez primeiras posições no Reino Unido. "Turn It Up", interpretada por Michael Davidson, foi lançada promocionalmente nos Estados Unidos e alcançou a posição de número quinze no periódico genérico Hot Dance Club Songs.

## Repercussão

### Arrecadação
O filme foi lançado em cerca de 944 salas nos Estados Unidos, com cerca de 66 salas sendo adicionadas mais tarde. Em sua semana de estreia, o filme arrecadou US$ 2,5 milhões (US$ 5 189 660 em 2014), tornando-se a décima maior bilheteria de um filme naquela semana. Em sua semana seguinte, obteve uma queda de 60% nas vendas. O filme arrecadou um total de US$ 7 305 209 (US$ 15 153 808 em 2014) mundialmente, sendo considerado um fracasso de bilheteria. Foi classificado na posição de número 97 entre os filmes de 1987 com maior arrecadação. O escritor Andrew Morton observou que, apesar do "talento cômico de Madonna ter sido reconhecido, os cinéfilos nos Estados Unidos ficaram longe em massa". O filme foi melhor aceito em outros territórios, o que levou Madonna a se defender, e fracamente, que suas ideias foram bem aceites na Europa e no Japão, ao invés de seu país de origem. Ela acrescentou: "Eu acho que o filme foi mal na América porque eu o ofusquei com minha turnê. As pessoas estavam confusos sobre a ligação entre o disco, a turnê e o filme, porque todos eles tinham o mesmo título. Eu também acho que há pessoas que não querem que eu seja boa em ambos os campos. Eu tive que realmente lutar para conseguir qualquer aspecto do mundo musical e agora eu acho que há algumas pessoas que acham que eu deveria ser grato por isso respeito e manter a música". No entanto, a Warner Bros decidiu lançar o filme em VHS no dia 1º de novembro de 1987, cuja decisão não foi aprovada por Madonna.
Foley aceitou o fracasso do filme, dizendo: "Eu sabia que estava condenado [pelo fracasso do filme] antes mesmo das filmagens começarem. Um dia antes da primeira filmagem, sentei-me no meu hotel e olhei para o roteiro, pensando: 'caramba, queria poder reescrever toda esta coisa. Depois que o filme foi lançado, meu pai me ligou dizendo: 'você sabia que o The New York Times estão o chamando de 'o pior filme do ano?'". Ele lembrou que tanto ele quanto Madonna optaram por esquecer o fracasso do filme, e se lembrou de um incidente quando ele conheceu Madonna em um lobby do hotel: "Ela apenas olhou para mim uma vez e disse: 'então, é um fracasso certo?'. Essa foi a única vez que ela mencionou o filme. Até Sean [Penn] nunca mencionou isso na frente dela". Em artigo publicado no The New York Times, Vincent Canby observou que a verdadeira personalidade de Madonna é de uma "jovem inteligente, astuta e pragmática, um artista de energia revigorante que ainda se parece muito com Marilyn Monroe, mesmo com o cabelo curto, mas que tem muito mais em comum com a acidez entusiasmadamente desembaraçada dos quadrinhos de Jean Harlow, e que de alguma forma fica solta nas ruas de Nova Iorque na década de 80". No entanto, ele sentiu que Who's That Girl não conseguiu retratar essa imagem, levando ao seu fracasso. A primeira metade do filme mostrou uma personalidade diferente da Madonna, tentando ser cômica, que não foi aceita pelo público.

### Avaliação em retrospecto
"Who's That Girl não é o filme Something Wild. Tampouco um verdadeiro retrocesso para as comédias da década de 1930, ainda que evoque o filme de 1938 Bringing Up Baby com Katharine Hepburn e Cary Grant atribuindo um papel importante à um puma (Hepburn tinha um leopardo) que salva [Madonna e Griffin] de problemas cada vez que ela assobia. Assim como as comédias, seu motor é uma mulher selvagem que transforma a vida de um homem entupido ao tipo de confusão que ele anseia secretamente para si. Mas a prioridade fica no banco traseiro da preocupação mais urgente do filme: o visual de Madonna. Em uma época onde a aparência e a arte são muitas vezes indistinguíveis, Madonna está em seu elemento. Ela é uma artista e uma forte personalidade — com seu penteado platinado e projetando o queixo, ela sugere uma cruz entre Bette Midler em um ornamento de sua cabeça em arte deco —, mas ela não é uma atriz. Ela não sabe como interpretar ninguém que não seja Madonna".

—Análise do filme feita por Jay Carr, do The Boston Globe.
O portal Rotten Tomatoes, com base em nove resenhas recolhidas, concedeu à Who's That Girl uma média de vinte e três pontos de uma escala que vai até cem, indicando "análises geralmente negativas" e que o filme é "podre". Vincent Canby, do The New York Times, observou que Madonna, deixada a seus próprios dispositivos e seu próprio ritmo sagaz, é uma comediante muito engajada, comentando: "Quando o pragmatismo sem sentido de Madonna não está sendo torcido em poses de excentricidade adorável, a atriz é sensual e engraçada, e não é sentimental nem por um minuto. Às vezes, ela é incrivelmente parecida como Marilyn Monroe, mas a personalidade é de si mesma, mais resistentes e mais conhecimento. À medida que o príncipe WASP dorme, o Sr. Dunne concede a interpretação cômica mais elegantemente em quadrinhos de uma carreira que tem sido largamente subestimada pelo público. Embora ele pareça ser coadjuvante de Madonna, ele fornece o filme com a sua espinha dorsal, mesmo em sua momentos mais ridículos. Ele pode muito bem ser um dos homens heterossexuais mais verdadeiramente sofisticados no negócio atualmente". No entanto, ele encerrou o comentário dizendo que o filme foi curto em gargalhadas definitivas. Hal Hinson, do The Washington Post, analisou o trabalho de uma forma mista, analisando que "[você] não pode se sentir como se já tivesse visto um filme. Você pode não saber bem o que viu", e que, embora tenha rido muito, o filme "é escandalosamente incompetente, mas não de forma rotineira. Hinson também negativou o trabalho de Foley, observando que ele "não tem a habilidade de sustentar um filme com estilo de desenho animado". Philip Wuntch, periodista do The News Dallas Morning, comentou que o filme é uma comédia de desempenho [como] a do desenho de Gaguinho e Patolino; Madonna é grande com as suas frases soltas. (...) Como uma estrela de cinema, Madonna pode ser um gosto adquirido. Mas uma coisa é certa: adquirir este gosto especial vai ser uma experiência agradável". Jay Boyar, do jornal Orlando Sentinel, forneceu uma crítica negativa, dizendo que "felizmente para ela, Madonna pode cantar, e usá-la para salvar a si mesma nessa desgraça de filme".
Jamie Waylett, do The Advocate, resenhou que "Madonna apresenta o pior desempenho na memória recente, como a heroína de uma tentativa de comédia maluca. Observando-a tentando olhar como Marilyn Monroe e soar como Betty Boop, porém, é um sinal claro de que este filme foi um desastre em formação. Ao mesmo tempo, parece inconcebível que alguém iria sentar e planejar algo tão terrível". Carole Kass, do Richmond Times-Dispatch, sentiu que já que "Madonna é o ídolo de adolescentes. Se eles imitam seu cabelo e sua maquiagem, estas 'aspirantes' que querem ser como Madonna e que se vestem como ela podem ser bonitas. Mas, como uma personalidade popular, Madonna tem a responsabilidade de seus fãs. E furto de lojas não algo que deve ser promovido. Fumar também não". Dan DiNicola, do The Schenectady Gazette, sentiu que "Who's That Girl não é simplesmente um filme terrível, é positivamente insuportável. É um filme sem um chefe ou um cérebro, uma imagem de tal estupidez crassa que não pode mesmo fazer com que ele seja irritado. Em vez disso, ele entorpece a morte com seus chavões idiotas, as suas pretensões de comédia. (...) É um projeto de vaidade, que é produzido tão amadoramente e concebido que faz você querer se encolher de vergonha. (...) Madonna não é mais [nada do] que uma novidade". Johanna Steinmetz, do Chicago Tribune, prezou a atuação de Dunne e disse que "felizmente, o filme tem Griffin Dunne. Dunne, trabalhando em um domínio, uma vez governado por Cary Grant, consegue ser abafado, ingênuo e vulnerável, mas nunca indigno como Loudon Trott, o advogado de Nova Iorque". Jean Rosenbluth, da revista musical Rolling Stone, analisou o filme negativamente, dizendo: "A questão colocada pelo título do filme foi Who's That Girl?. A resposta dada pelas receitas de bilheteria é, infelizmente, 'o mesmo que apareceu em Shanghai Surprise e nos entedia até a morte'".

### Prêmios e indicações
O filme foi indicado em quatro indicações no Framboesa de Ouro, nomeadamente Worst Director of the Year, Worst Song of the Year, Worst Screenplay of the Year e Worst Picture of the Year, com Madonna vencendo a categoria de Worst Actress of the Year.